# Geppi
I Geppi furono una famiglia storica nobiliare di Firenze.

## Storia familiare
Famiglia comitale ghibellina del castello di Monterinaldi presso Radda in Chianti, si inurbò a Firenze nel corso del XIII/XIV secolo, e nel 1361 Geppo ("Giuseppe") d'Ambrogio rinunciò alle insegne nobiliari e si fece guelfo e popolano col cognome di Geppi per poter partecipare al governo cittadino dopo gli Ordinamenti di Giustizia di Giano della Bella.
La famiglia si stabilì in Oltrarno, nella zona in cui venne poi loro dedicata via de' Geppi. Si estinse nel 1764 con la morte del cavalier Giuseppe.